# アメリカヘビウ
アメリカヘビウ（亜米利加蛇鵜、学名：Anhinga anhinga）は、ヘビウ科に分類される大型の水鳥。

## 形態
羽は光沢のある黒で白い筋が入る。背は黒い羽毛で覆われ、首の部分は黒色（♂）または茶色（♀）。嘴は鋭く尖っている。長い首が和名の語源となっている。

## 生態
潜水し魚類などを捕食する。羽毛は泳ぎやすく浸水しやすくなっており、水辺で羽を大きく広げ乾燥させている個体がしばしば観察される。足は全蹼の水かきを持つ。